# Rittergasse 12 (Weimar)

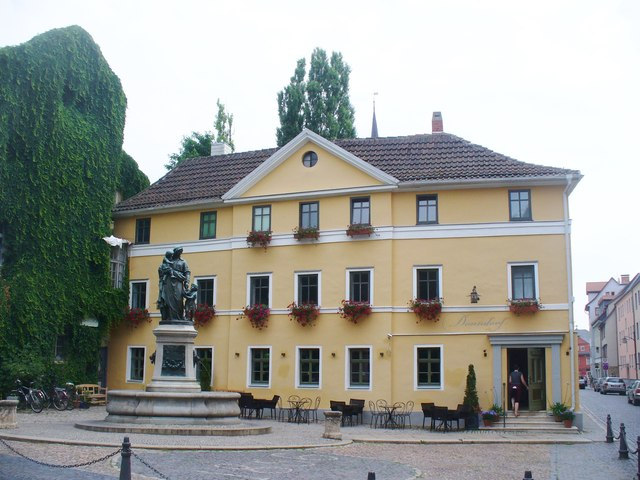
Café Donndorf mit Donndorfbrunnen

Das Haus Rittergasse 12 in der Rittergasse in Weimar ist an einem Platz gelegen hin zur Geleitstraße. Es ist ein Wohn- und Kaffeehaus. Vor ihm befindet sich der Donndorfbrunnen. Der Platz ist einer der ältesten Plätze Weimars.
In dem Gebäude befindet sich das Cafe Donndorf, benannt nach dem Bildhauer Adolf von Donndorf, der in der Rittergasse 5 geboren wurde und von dem der Donndorfbrunnen 1895 geschaffen wurde. Der Bau, zumindest hinsichtlich seiner Fassadengestaltung, ist dem Klassizismus zuzurechnen.
Das Nachbarhaus Geleitstraße 4 ist das Hababusch. Mit diesem bildet es eine platzartige Erweiterung an der Einmündung der Rittergasse zur Geleitstraße, deren Mittelpunkt der Donndorfbrunnen bildet. Der Gesamtentwurf der Anlage kam vom Weimarer Stadtbaumeister Bruno Schmidt. Der Donndorfbrunnen steht auf der Liste der Kulturdenkmale in Weimar (Einzeldenkmale).
Die gesamte Rittergasse steht auf der  Liste der Kulturdenkmale in Weimar (Sachgesamtheiten und Ensembles).

## Architektur
Das klassizistische Wohn- und Geschäftshaus wurde um 1800 errichtet. Ursprünglich bestand es aus zwei separaten Gebäuden, die später miteinander verbunden wurden. Das dreigeschossige Gebäude besitzt einen Dreiecksgiebel über einem Mittelrisaliten. Die Eingänge in der fünfachsigen Fassade sind rechtsseitig und liegen somit außerhalb der Symmetrieachse.  Es ist „ein Stück Altstadtsanierung aus klassischer Zeit“ von 1832. Laut Alfred Jericke und Dieter Dolgner kam die Fassadengestaltung 1835 und damit die Gestaltung des Platzes zu ihrem Abschluss, abgesehen von dem Brunnen.